# はっち
はっちは、青森県八戸市三日町にある公立の文化観光交流施設。2011年2月11日開業。正式名称は八戸ポータルミュージアムはっちである。はっちは公募による愛称である。施設開館準備の段階では、八戸市中心市街地地域観光交流施設、または正式名称を略したHPMと呼ばれていた。

## 概要
交流の拠点を設けることにより、空洞化が進む八戸市中心市街地を活性化することを目的として建設されている。また、イメージポスターでは「ソウゾウ開化」を謳っており、三八地域の資源を大事に想いながら、まちの新しい魅力を創り出す総合文化施設である。
館内に入居する、クラフト系のクリエイターや、レジデンスプログラムで招聘するアーティストと、商店街や観光資源、地域文化、市民活動が相互に連携・展開し新たな活動や文化を創造することを通じて、総合的な地方創生を目指す新しいコンセプトによる憩いの場となっている。
これまでに類型のないユニークな施設として、地域創造大賞（総務大臣賞）やグッドデザイン賞など多数の受賞、設置した八戸市が文化庁長官表彰（文化芸術創造都市）部門）を受彰するなど多方面から注目を集めている。
建設に当たっては国土交通省のまちづくり交付金事業や、合併特例債を活用して建設が行われている。
シンボルマークは八戸の8の字をモチーフにデザインされた。旧南部藩地域に偏在する一戸～九戸の数字を冠した自治体と、八戸市中心市街地の三日町、十三日町、六日町といった市日町の数字をもとに、デザイナーの古平正義が制作したもの。

### 愛称の由来
愛称は全国公募され、2009年8月に「はっち」と決定された。
八戸の「はち」やhatch（ハッチ。扉や、卵の孵化を意味する）から来ている。

### 構想
開館前の構想では「つながり、うみだし、ひろげる」をキーワードに「人と人との交流の場」「新たな魅力の創造の場」「活きた情報の発信の場」の3つの機能を待たせるとしている。
開館後の基本コンセプトとして、「地域の資源を大事に想いながら、新しい魅力を創り出す」を掲げている。
施設は2008年に八戸市で策定され、国の認定を受けた「八戸市中心市街地活性化基本計画」でも活性化事業の一環として位置づけられている。計画の中では文化交流の中心地として、八戸の魅力の発信地とすることを挙げている。計画での来館者数想定は65万人であったが、開館以来、大きく上回る90万人以上の来館を続けている。

## 施設概要
はっち開館後の運営については、当面の間八戸市直営とすることとされ、現在も市直営となっている。
- 建物構造
  - 地上5階建て、約6,480m²、鉄筋コンクリート造（免震構造）
- 外観 - ガラス張りに加え、夏期は60cm間隔で壁面緑化されている[3]。

### 館内施設・テナント
| 階  | 施設 |
| --- | --- |
| 1階 | - はっちひろば（八戸三社大祭の山車も展示可能で3階まで吹き抜けのエントランスホール） - 「KANEIRI museum shop」 （金入） - 八戸・青森県内や東北の伝統工芸品、雑誌専門書、デザイン雑貨を販売。2号店として、せんだいメディアテーク内のミュージアムショップも運営している。ネット通信販売でも商品購入は可能である。 - ギャラリー1 - 4方向に入り口があるはっちの1階壁面を活用したギャラリー。 - 放送スタジオ（サテライト放送可能）-コミュニティラジオ局BeFMがサテライトスタジオとして『びびすた』を公開放送。そのほか、録音番組もはっちスタジオで収録するものもある。BeFM以外の媒体も収録で利用する場合がある。 - 屋台型の観光展示ブース - 2階、3階へ続く地域資源を紹介する観光展示の象徴として、可動式で開館当初は8台のテーマ展示が行われていた。現在は「女子レスリングオリンピックメダリスト顕彰コーナー」が9台目のブースとして設置され、八戸出身の伊調千春・伊調馨・小原日登美らの実績を紹介している。 - からくり獅子の時計 - 毎正時に8体の獅子が歯打ちをする仕掛けのオブジェ。郷土芸能である法霊神楽の一斉歯打ちを再現。高橋みのる作。9時・12時・15時・18時・21時は3回・1分30秒間のロングバージョンの歯打ちを行い、それ以外の定時は1回のみ歯打ちをする仕掛けであったが、平成30年10月からは通常時2回の歯打ちとなった。イベントによっては鳴らさない場合もある。 - シアター1（100人収容） - 各種展示会や講演会に適したスペース。入口壁面は全て引き戸のため、ライブ等には不向きだが、全開にするとはっちひろばからシアター１まで連続した空間となるフレキシブルなスペース。 - 市営バス・南部バス・十鉄バスはっち乗車券販売所 |
| 2階 | - 食のものづくりスタジオ（販売・展示可。食のインキュベートショップ） - 「CHEESE DAY」 - 青森県初の熟成チーズ専門店。世界のチーズを取り扱っている。八戸ブイヤベースフェスタ、八戸ワインフェスとも連携した事業を展開。 - 観光展示スペース - 八戸の祭礼、漁業・海、方言などを映像や展示で紹介。また郷土料理、朝市のミニチュアなどを展示。展示されている一部の郷土食のミニチュアは「KANEIRI museum shop」でも販売されている。 - シアター2（120人収容） - 音楽イベント、ダンス、小演劇に適した黒壁のシアター。ベヒシュタイン製のピアノを設置。 - ギャラリー2 - 37㎡のホワイトキューブ。 |
| 3階 | - 食のものづくりスタジオ（販売・展示可。食のインキュベートショップ） - 「たまに庵MA-MA」 - 和カフェ。ボサノバライブ等も開催。はっち2階に2012年4月11日オープン。その後1階に移転、「たまに庵のーぼ」としてリニューアルオープン。市民公募によるライブイベント「投げ銭ライブ」を、はっちひろばを利用して開催している。2018年4月に３階に「たまに庵MA-MA」としてリニューアルオープン。 - 「very berry ＋」 - ウェイバックマシン（2013年10月6日アーカイブ分） - 野菜ソムリエによる地元野菜・フルーツを使ったジュースやスイーツを販売。 - ギャラリー3 - 44㎡のホワイトキューブ。 - リビング（図書閲覧スペース付） - 観光展示スペース - 国宝合掌土偶のレプリカ、長谷川藤次郎ら八戸の先人を紹介したコーナーや、八戸の産業を紹介した展示。八戸市の地サイダーである三島シトロンの無人販売コーナーが設置されている。 - 和のスタジオ（32畳。8畳に仕切りも可） - お茶会、舞踊発表会など。利用に当たっては戸襖を開放した公開稽古・練習を推奨している。隣接した、掘りごたつ式の和の空間「八庵」も利用可能。 - 音のスタジオ - バンド等の練習スタジオ。音楽・映像編集可能なスタジオと隣接している。 |
| 4階 | - ものづくりスタジオ（クラフト作家のアトリエショップ） - 「工房『澄（ちょう）』」 - 南部裂織を使用したグッズ販売や裂織教室を開催。前主宰の井上澄子は青森県伝統工芸士。 - 「箱庭Ayu」 - ハーバリウムのお店。ハーバリウム制作体験もできる。 - 「モザイクスタイル」 - 海外輸入品、国内製品など多数セレクト。クラフト向けタイルやDIY 向けタイルの製作のお手伝いをするお店。 - 「おもちゃハウスくれよん」 - 後述のこどもはっちと提携した、木や布のおもちゃなど、こども向けの良質な玩具を販売。 - 「まちぐみ」ブース - 八戸市中心市街地活性化に取り組むボランティア集団の活動展示。 - 食のスタジオ - 料理教室などに使用。天井には大型モニター2基を設置しており、ショーアップした料理対決等も開催。 - リビング（図書閲覧スペース付） - 2階～4階に観光客、市民が休憩・交流できるフリースペースが用意されている。4階リビングのライブラリは、デザイン、アート等、通常の地方書店や図書館には珍しい雑誌や書籍が配架されており、館内で閲覧できる。 - こどもはっち（子育て集いの広場） - 青森県産材を使用したおもちゃを設置。子どもサイズの木の家や「木のプール」など。1人100円。授乳室あり。授乳のみの利用は無料。高橋みのる設計の玩具のほか、国内の良質な木製玩具を収集。子育てNPOが運営している。 |
| 5階 | - 共同スタジオ - ワークショップや展示、シンポジウムに使用。滞在アーティストの利用や、貸館予約がない場合は、学生が勉強の場として利用することが可能。アートプロジェクト開催中にはオープニング、クロージング企画でも利用される。 - レジデンス - 招聘および公募のAIRプログラムによるレジデンス。バスルーム、ベッド等が用意された部屋を5部屋設置。滞在制作のアーティストが不在の時期は、一般向け貸館場所として活用されているが、一般利用の場合は宿泊は認めていない。 - ワークステーション - 大判プリンター、2色印刷機、紙織機、裁断機、コピー機を常備。 - 工房 - 糸鋸、丸鋸など舞台製作やアートプロジェクトの製作機材を常備。 - 共同キッチン - 滞在アーティストのキッチン利用のほか、一般貸館も行っている。 |

### かつて入居していたテナント
館内には、1階にカフェ、ショップ、2階～3階に食のものづくりスタジオ、4階にものづくりスタジオというテナントが配置されている。ものづくりスタジオ及び食のものづくりスタジオは、インキュベーション施設でもあり、クラフト・デザインやフードのクリエイターのアトリエショップとなっており、廉価で入居できる代わりに、将来的な卒業後に中心市街地の空き店舗での開業を目指す。製販合一、地産地消をコンセプトとしており、卒業し別店舗で営業している作家も多数生まれている。

#### クラフト
- 「つづれ屋」 - 南部菱刺しのバッグ・ボタン等を販売していた。2013年3月末で営業終了。現在はイベント出展や菱刺し教室など精力的に活動。
- 「code cake（こでかけ）」 - ニードルワーク、南部裂織の雑貨などを販売。はっち市の実行委員としても活動。
- 「maison de fanfare」 - カメラマンと装飾作家による作品。姉妹で経営しており、2013年2月に営業終了。現在は写真活動、装飾活動それぞれに分かれ活動中。
- 「7the4th-HANDICRAFT-」 - 革小物の製作・販売や、来館者向けの革小物製作ワークショップを実施。現在は八戸市中心市街地の大工町蔵前ビルに移転営業中。
- 「虹灯（にじあかり）」 - キャンドル製作。2013年7月に卒業し、チーノはちのへ4階に移転。その後、八戸市新荒町に店舗を開設。
- 「さをりのはらっぱ」 - さをり織りの工房兼ショップ。現在はイベント出展などで活動中。
- 「LAND PR0TECT」 - 津軽塗のシルバーリング・ピンバッジ・iPhoneケースなど。オーダーメイド可。2014年3月に卒業し、八戸市鮫に新工房をオープン。
- 「PACHAMAMA」 - フェルト雑貨とワークショップのお店。
- 「stones KBK」-天然石のお店。
- 「かわいいアロマひつじや」 - 八戸の自然・文化をイメージしたオリジナルアロマや、ひとりひとりに合わせたオーダーメイドアロマの製作、販売とワークショップを開催。2017年に八戸ニューポートに移転オープンした。
- 「CAPRiCE 」-「気まぐれな 」という意味のねこがトレードマークのオリジナルハンドメイドブランドショップ。

#### 飲食
- 「揚げたてうみねこキッチン」- 魚肉の練り物の衣にイカ、サバのつみれが入った「うみねこの卵揚げ」、菓子「八戸うみねこバクダン」等を販売。NPO法人ACTYが運営・販売。2012年3月25日に八戸市三日町の「街カフェみなと」へ店舗移転・統合のため営業終了した[10]。
- 「cafe 373」（みな実） - 八戸市南郷区産の野菜カレー等の軽食のほか、国宝の合掌土偶、えんぶりをモチーフにしたワッフル等を販売。2013年3月に営業終了。
- 「里山夢食堂」 - 八戸、田子、階上など近隣町村を含めた産品による地産地消の食堂。ランチの他、手作りのトマトジュース等を販売。2014年3月に卒業し、八戸市公会堂内レストランに移転。
- 「雅ちゃんカフェ」 - 料理教室、食育ワークショップを開催しながら、カレーや弁当を販売。代表の中村雅子はCATV八戸テレビ放送で料理番組を持つ料理研究家。当初の店舗名は「りんごの木」。2018年に営業終了。現在は4階食のスタジオ等で定期的に料理教室を開催している。
- 「Sports Café RUOTE（スポーツカフェ　ルオーテ）」- スポーツカフェ。大型テレビが設置されており、スポーツのテレビ中継を観戦することが可能。2013年7月オープン。その後、「YELL」と名称を変えて営業したものの、2015年に閉店。
- 「キッチンむらた」 - 2014年4月にオープンした地場産の食べるスープやベジタブルギフトを展開する「きたむら食堂」が、従業員の独立により「キッチンむらた」に改称して運営。こども食堂など、食育や居場所事業も実践。

## はっちの利用

### 開館・営業時間
- 開館時間 - 9:00 - 21：00（ただし、各テナントについては営業時間・休業日が異なる）
  - 4F：こどもはっち - 9:30 - 16:30（火曜日　定休）
  - 4F：伝統工芸体験ブース - 10:00 - 16:00（火曜日 定休）
  - 4F：南部裂織工房「澄」 - 10:00 - 17:00（火曜日 定休）
  - 4F：おもちゃハウスくれよん - 9:30 - 16:30（火曜日 定休）
  - 4F：モザイクスタイル- 10:00 - 17:00（毎週火・金曜日 定休）
  - 3F：「たまに庵MA-MA」 - 11:00 - 17:00（火曜日 定休）
  - 3F：「very berry ＋」 - 11:00 - 17:00（火曜日、第2・4水曜日 定休）
  - 2F：「CHEESE DAY」 - 11:00 - 18:00（金・土 - 19:00）（毎週火曜日、第1・3月曜 定休）
  - 1F：「KANEIRI museum shop」 - 10:00 - 19:00

### 休館・休業日
- 休館日（火曜日）（祝日の場合翌日 定休）（12月31日）（1月1日）

## 沿革
- 2006年9月 - 構想策定。
- 2007年6月 - 計画策定。
- 2007年10月 - 設計策定。
- 2008年6月29日 - 開館プレ事業スタート。
- 2008年12月 - 資材高騰により設計を修正。
- 2009年4月17日 - 市中心市街地地域観光交流施設が着工。
- 2009年8月21日 - 愛称が「はっち」に決定。
- 2010年3月 - 正式名が「八戸ポータルミュージアム」に決定。
- 2011年2月11日 - 開館。
- 2011年3月11日 - 東日本大震災により臨時避難所となり一時休館。300名超の被災者宿泊を受け入れる。
- 2011年3月16日 - 営業再開。
- 2011年8月18日 - 来館者数が50万人を突破。
- 2012年3月11日 - 来館者数が100万人を達成。
- 2012年11月 - アートプロジェクト「八戸レビュウ」と、その記録写真集が2012年度グッドデザイン賞を受賞。
- 2013年5月15日 - 来館者数が200万人を達成。
- 2013年10月 - 「八戸ポータルミュージアムはっち」の市民参画による地域づくりへの取り組みが2013年度グッドデザイン賞を受賞。
- 2014年5月30日 - 来館者数が300万人を達成。
- 2015年6月2日 - 来館者数が400万人を達成。
- 2016年6月28日 - 来館者数が500万人を達成。
- 2017年1月20日 - 平成28年度地域創造大賞（総務大臣賞）を受賞。
- 2017年7月18日 - 来館者数が600万人を達成。
- 2018年8月10日 - 来館者数が700万人を達成。
- 2019年2月11日 - 開館8周年。8周年記念事業を実施。
- 2019年10月9日 - 来館者数が800万人を達成。

## アドバイザリーボード
館の運営全般に関しての戦略検討とアドバイスを受けるため、アドバイザリーボードを設置している。アートマネジメント、クリエイティブプランニング、ベンチャー支援、観光ビジネス、市民参加等の専門家に依頼しており、委員長は設立以来、加藤種男（元企業メセナ協議会代表理事専務理事）である。

## 歴史・経緯

### 建設決定まで
2005年に八戸商工会議所から八戸三社大祭の山車会館整備について八戸市へ要望があった。この動きを受け、中村寿文市長（当時）が同年9月に八戸市議会定例会において、山車会館などの集客施設を「中心市街地の再生、観光振興に必要な施設である」として設置を目指すと表明した。
その後中村市長を破り2005年11月に就任した小林眞市長は、中心街の集客施設の構想について、「山車会館という形にこだわらず、交流や観光PR・イベントに対応した複合的な施設を目指す」と述べ、新たな構想で建設が進められることとなった。この頃、複合的文化施設としてせんだいメディアテークが参考にされている。

### 具体的構想の検討
2006年1月から八戸市庁内の関係部署や関連団体等による意見交換・検討が重ねられた。この中でワーキング会議に参加した市民からは「サークルなどの練習しやすい場が欲しい」「山車は映像のPRで十分」「山車の展示は数台必要」などの意見が出された。
最終的には主に5つの部門で構成される施設とすることが基本構想で決定した。
- 地域交流部門 - 休憩・喫茶スペース、市民活動スペース、学習室
- 観光交流部門 - 山車展示、観光PRスペース
- 市民サービス部門 - 市民活動支援コーナー
- 管理部門
- 市民広場 - 休憩スペース、イベント広場

建設前の段階において、具体的な展示及び施設については、以下の内容が想定されていた。ただし、資材高騰などによる設計修正前のものである。
- キッチンスタジオ - 料理対決、郷土料理研究の試食発表などのイベントを行い、朝市ツアーで購入した食材の加工などを行うレンタルキッチンスペース。
- 子育てつどいの広場（子育て支援） - 子育て支援のほか、おもちゃ開発なども行う。
- レジデンススタジオ - 宿泊可能なアトリエ。アーティスト、キュレーターやクリエーターが中長期間滞在しながら活動する場所。
- てんぽせんべいカフェ - 観光写真・パネル展示や引き出し型の展示。なお、てんぽせんべいを含め南部せんべいは三春屋地下の食品売り場などでも購入できる。また、せんべいカフェはかつて八戸市中心市街地に街おこしの一環として実際に店舗を構えた時期もある[14]。

### 中心市街地活性化への取り組み
一方で、市長選の大きな争点であった、イオンによる「東北最大レベルの売り場面積40,000m²以上の商業施設を郊外の田向地区に建設する計画」について、建設反対派の中村を破った小林であったものの、2006年7月に「八戸市商業アドバイザリー会議」を設置。藻谷浩介、原田英生、松本大地、北原啓司、丹羽浩正ら市内外の委員による集中討議、公聴会を踏まえた答申が12月に提出された。年明け後の2007年1月26日の市長記者会見では、「改正都市計画法に基づき、都市計画マスタープランを遵守したまちづくり」「中心市街地の活性化に取り組む」ことを宣言し、イオンによる大規模店舗の開発は認めない方針を示した。
この方針に基づき策定された、第一期八戸市中心市街地活性化基本計画における基幹事業の一つに、民間開発と並んで、はっちの建設が位置づけられている。

### 開館後
- 2011年2月11日のオープンには一般内覧会（一般市民の見学会）・グランドオープンのセレモニーが行われた。その後、開館してから1週間で来場者数が4万人を超えた[16]。
- 2011年3月11日に発生した東日本大震災の際には臨時に避難所が設けられた。なお、3月16日より営業時間を短縮して通常営業を再開した[17]。
- 東日本大震災の影響により一時的に入場者数が落ち込む影響が出たものの、その後徐々に回復傾向を見せ、同年5月末までのはっちの入場者数が計28万9623人を記録し[18]、同年8月18日に50万人を超えた[19]。

## はっちのイベント

### 開館プレ事業
はっちの開館に併せて、八戸市中心市街地の活性化を目的にイベントや事業が行われた。
また、開館前には市民参加型の八戸ポータルミュージアム市民ワーキングが結成され、登録者200人超の市民参加により、開館後を想定した各種プレイベントが開催されている。
開館までのイベントは以下の通り。
| No.    | 開催年月日               | 内容 |
| ------ | ------------------------ | --- |
| 第1弾  | 2008年6月29日            | - ストリートキャンバスライブ - 建設予定地仮囲いに画家によるアート展示（現在は撤去）                                       |
| 第2弾  | 2008年10月12日           | - 全国巡回ダンスプロジェクト「踊りに行くぜ!!」 八戸市鮫町の第一魚市場で開催されたダンスパフォーマンス。                   |
| 第3弾  | 2008年12月13日           | - 南部そばと地酒の夕べ - 八戸市南郷産のそば粉を使ったそば打ち体験。                                                       |
| 第4弾  | 2008年12月20日〜12月25日 | - ワークショップ＆インスタレーション「風のひかりのみち」 風力発電で発光するペットボトルの風車を作成し三八城公園に展示。   |
| 第5弾  | 2008年12月19日           | - 吉本光宏講演会 - ニッセイ基礎研究所主席研究員・芸術文化プロジェクト室長である吉本氏からの文化施設についての講演。       |
| 第6弾  | 2008年12月10日 -         | - web講座 |
| 第7弾  | 2009年1月2日             | - ポップアップカレンダーづくりと音遊び体操 高齢者と子供との交流を目的に福笑い・お手玉の体験、カレンダー作成。             |
| 第8弾  | 2009年3月1日             | - 地鎮祭-GroundBreakingCeremony - 実際の地鎮祭とは異なり、ダンスや音楽等のライブイベント。                                |
| 第9弾  | 2009年3月20日            | - まちなか買い食いツアーin陸奥湊 八戸市中心市街地から各地へ出かけるための実験的イベント。陸奥湊駅周辺を買い食いする内容。 |
| 第10弾 | 2009年3月30日            | - 加藤種男講演会 - アサヒビール芸術文化財団事務局長である加藤氏による、芸術文化による地域振興についての講演。             |
| 第11弾 | 2009年4月29日            | - まちなかミュージアムツアーwith SEGAWA - 八戸市中心市街地の街歩きツアー。                                                |
| 第12弾 | 2009年7月24日 - 8月31日  | - 八戸横丁アートプロジェクト酔っ払いに愛を 八戸市中心市街地の横丁内でゲリラガーデニング、キャラクターを探す企画など。     |
| 第13弾 | 2009年8月25日            | - 山出淳也講演会 - 別府市でアートプロジェクトを展開し、中心市街地活性化事業にも取り組む山出氏による講演。                 |
| 第14弾 | 2009年9月20日            | - 愛のイカ刺しコンテスト - 地元の食材を地元民が扱えることを目的としたイカの刺身作りのコンテスト。                         |

### 開館時イベント
- 八戸のうわさ - 2011年2月8日から3月13日まで実施。山本耕一郎が八戸市中心街のお店を取材し、約600枚の吹き出しを各店頭に貼る。続編となる「八戸のうわさ2」が2011年8月13日～10月2日に開催された[20]。
- 「踊りに行くぜ!!II（セカンド）」 - NPO法人JCDN主催の全国ダンス公演プロジェクト。八戸公演時に山田珠実、磯島未来らによるダンスオリジナルプログラムが組まれた。
- 八戸レビュウ - 88名の八戸市民を撮影した写真展示会。公募した市民ライターが88名の八戸市民のストーリーを執筆し、写真の解説として展示された。撮影した写真家は梅佳代、浅田政志、津藤秀雄ら[21]。その後、横浜市の横浜トリエンナーレでも展示が決定し[22]、青森県三沢市出身のアートディレクターである森本千絵デザインにより2011年7月16日に写真集として発売された。

### 定例イベント・その他
八戸市南郷区を舞台とした「南郷アートプロジェクト」、2013年における八戸市中心街活性化の一環であるまちなかアートリノベーション事業により開館した「福年ファクトリー」とも事業連携を実施した。
- 和日カフェ - 毎月第3日曜日に、和・日本文化をテーマとしたいけばな体験やお茶席などのイベントを実施。「はっち音頭」なども作られている。
- はっち市 - 全国のクラフト作家を集めた公募型クラフトフェア。屋内型のクラフト市で、2011年11月26日 - 11月27日、2012年11月23日-11月25日に開催。以降は毎年11月の連休に開催されている。市内のショップ、カフェ、工芸家、デザイナー等による実行委員会とはっちの共催で企画されている。
- パブリックビューイングの実施 - 八戸学院光星高等学校が2011年夏の第93回全国高等学校野球選手権大会と2012年春の第84回選抜高等学校野球大会で決勝戦に進んだ際、試合をパブリックビューイングで流した。そのほか、リオオリンピックでの伊調馨出場試合など、様々な機会にパブリックビューイング企画を実施している。
- そのほか福祉施設における販売会「きずなのひろば」や自閉症、アスペルガー症候群などの理解を深めてもらうための企画展「自閉症って何だべ?」も不定期で開催している。映画『ぼくはうみがみたくなりました』の上映会もこの企画で実施している。全国巡回のＮＨＫハート展も毎年開催している。

## アクセス
- 本八戸駅南口から徒歩で約10分。
- 八戸駅東口から八戸市営バス・南部バス・十鉄バス八戸中心街ターミナル方面行きバスで約25分。八戸中心街ターミナルから下車してすぐ。

## 周辺
- 青森みちのく銀行
  - 八戸支店
  - 三日町支店
- 秋田銀行八戸支店
- 味ビル
  - オタフク八戸店
  - ローソン八戸六日町店
- 岩手銀行
  - 八戸営業部
  - 十三日町支店（いわぎんローンプラザ八戸）
- 語らい処「坐・和民」本八戸三日町店
- 北日本銀行八戸支店
- 商工組合中央金庫八戸支店
- ダイワロイネットホテル八戸
  - なか卯八戸八日町店
  - ローソン八戸ロイネットホテル店
- まちの駅はちのへ
- 八戸スカイビル
  - チーノはちのへ
    - フォーラム八戸
    - アニメイト
- ヴィアノヴァビルディング
  - ヴィアノヴァ
    - ローソン八戸十三日町店
- ドトールコーヒー八戸十三日町店
- 東北銀行八戸支店
- 日本旅行東北八戸支店
- 村福
- モリタ
- 八戸市庁
- 八戸商工会議所
- 青い森信用金庫本店
- 八戸中央ビル
  - セリア八戸三日町店
  - ローソン八戸三日町店
- はなの舞八戸三日町店
- 海鮮楽屋 福福屋八戸三日町店
- モスバーガー八戸三日町店
- マエバラ（前原寅吉の拠点）
- 丸福ビル
  - はちそう
- 三春屋
- さくら野百貨店八戸店
  - カネイリ番町店
- 青森みちのく銀行八戸中央支店
- みろく横丁
- いわとくパルコ
  - ホテルサンルート八戸
- パチンココンサートホール八戸店
- 東京第一イン八戸アネックス
- ビーエフエム